# Alpine, New Jersey
Alpine är en mindre stad i nordvästra Bergen County i delstaten New Jersey, USA. I Alpine bor omkring 2 429 personer (2006) på en area av 23,8 kvadratkilometer.
Enligt tidningen Forbes är Alpine rankad etta tillsammans med Fisher Island i Florida som USA:s dyraste plats att köpa sin bostad. Medelpriset 2007 uppgick till 3,4 miljoner dollar.